# Néstor Togneri
Néstor Togneri (San Martín, 27 november 1942 – aldaar, 8 december 1999) was een   Argentijnse voetballer.
Togneri begon zijn carrière bij Platense, waar hij vanaf 1957 bij de jeugd voetbalde en schakelde in 1968 over naar Estudiantes. Deze club had een jaar eerder de landstitel gewonnen en won nu drie jaar op rij de Copa Libertadores. In 1968 was hij deel van het team dat de intercontinentale beker won tegen Manchester United. Een jaar later stond hij in het verliezende kamp in de erg gewelddadige wedstrijd tegen AC Milan en opnieuw in 1970 tegen Feyenoord Rotterdam. Hij beëindigde zijn carrière bij Quilmes
In 1974 werd hij door bondscoach Vladislao Cap opgeroepen voor een interland en werd vervolgens ook opgenomen in de selectie voor het WK in West-Duitsland, echter speelde hij daar geen wedstrijd.